# Laissey
Laissey là một xã của Pháp ở tỉnh Doubs tại thuộc vùng Bourgogne-Franche-Comté ở phía đông nước Pháp.

## Địa lý
Làng (xã) này nằm sâu trong thung lũng Doubs River.

## Nhân khẩu
| 1962                                                            | 1968 | 1975 | 1982 | 1990 | 1999 | 2005 | 2008 |
| --------------------------------------------------------------- | ---- | ---- | ---- | ---- | ---- | ---- | ---- |
| 545                                                             | 545  | 501  | 495  | 399  | 416  | 432  | 420  |
| Nombre retenu à partir de 1962: Population sans doubles comptes |      |      |      |      |      |      |      |

## Chú dẫn
- INSEE (tiếng Anh)
- IGN Lưu trữ ngày 16 tháng 8 năm 2008 tại Wayback Machine (tiếng Anh)
- Laissey on the intercommunal Web site of the department (tiếng Pháp)